# 魏尔马特大桥
魏尔马特大桥（德語：Weiermattbrücke）是瑞士A2高速公路上的一座桥梁，位于巴塞爾鄉村州，跨过魏尔马特小径（Weiermattweg）、埃爾戈茨河和A22高速公路，连接錫薩赫和伊廷根，为八跨钢筋混凝土桥，全长340米。

## 图集

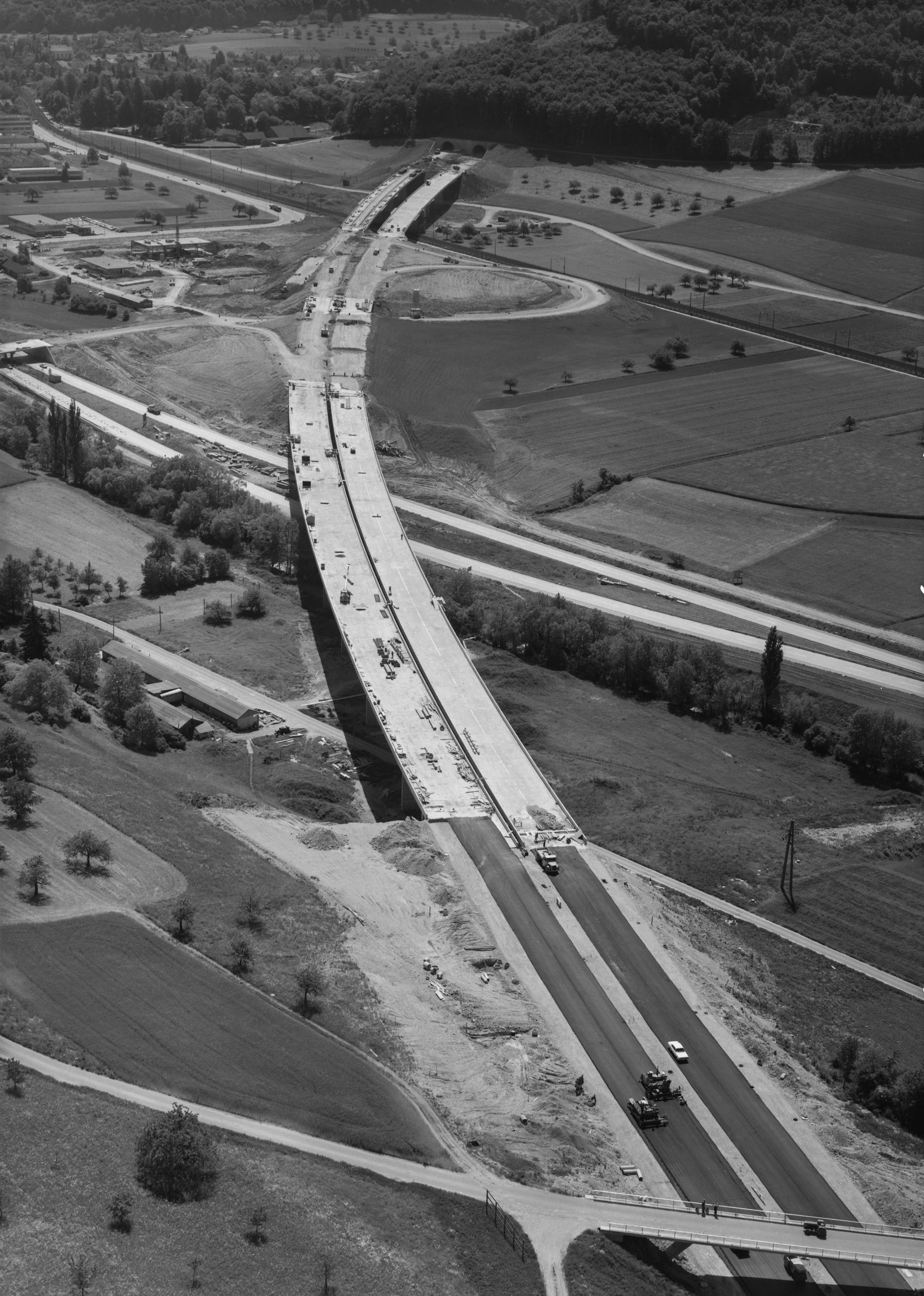
1970年的魏尔马特大桥
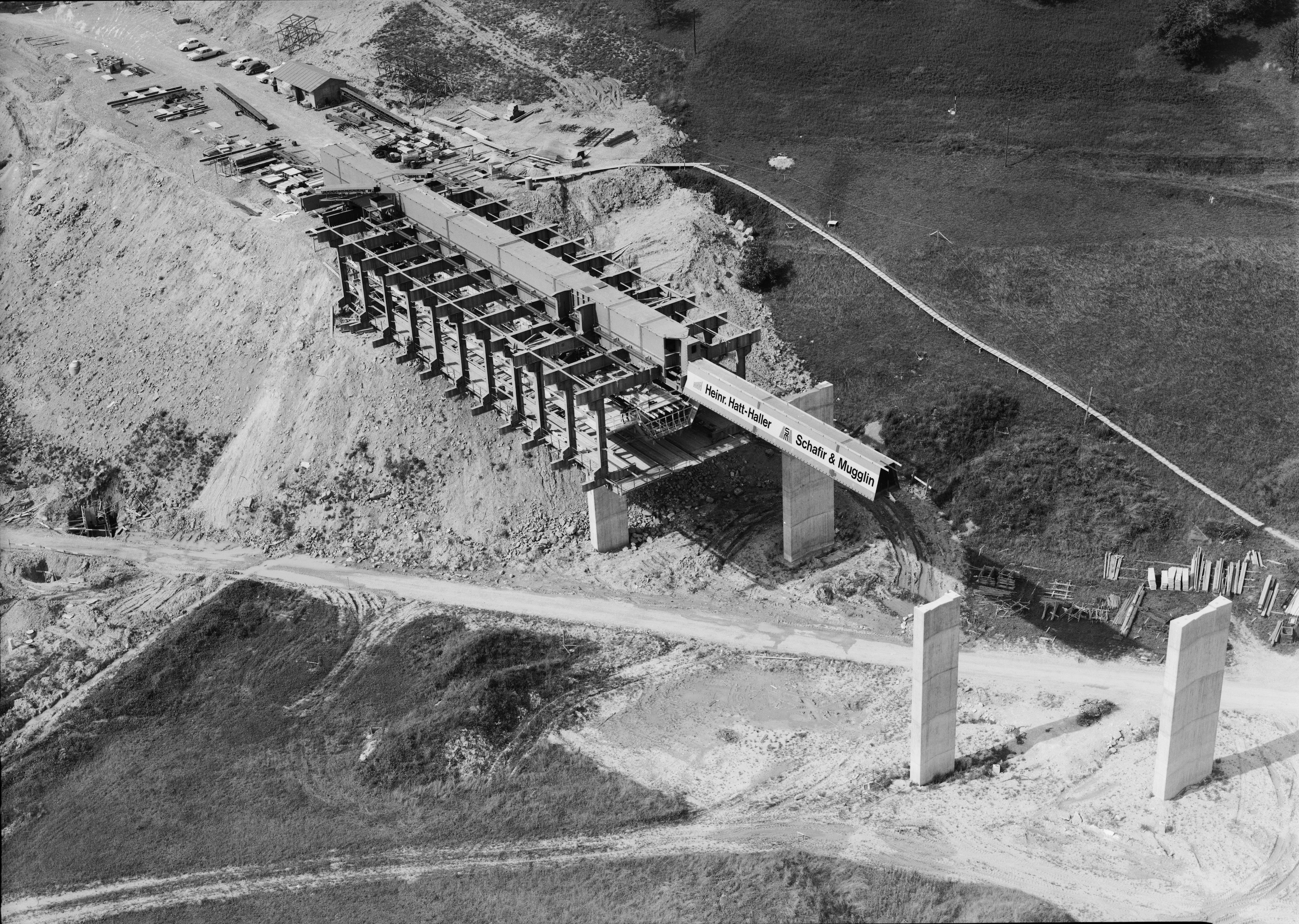
1968年，在施工中的魏尔马特大桥
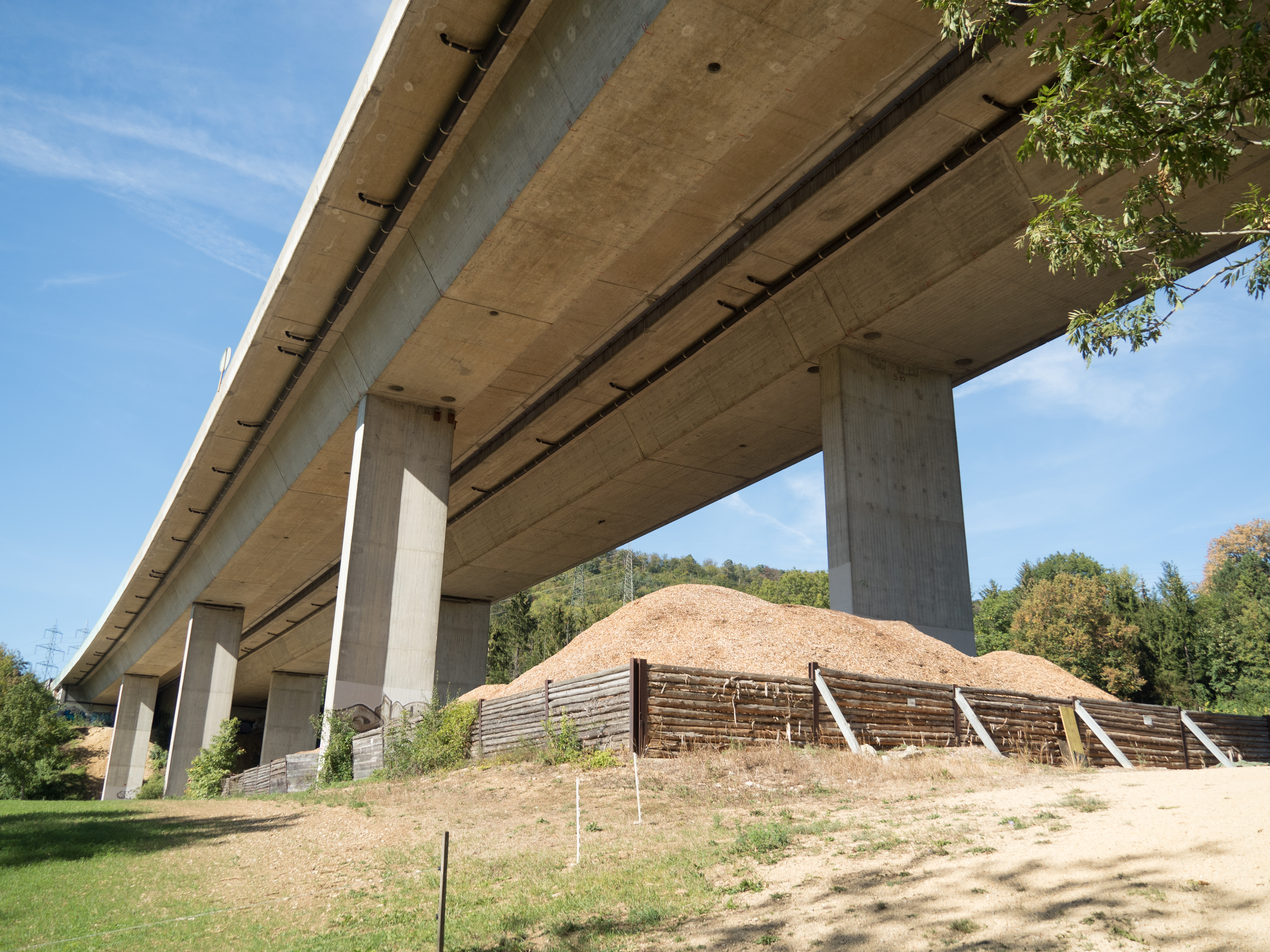
魏尔马特大桥下方